# Nikolaj Ťutčev
Nikolaj Sergejevič Ťutčev (rusky Николай Сергеевич Тютчев, 30. červencejul./ 11. srpna 1856greg. Moskva – 18. ledna 1924 Petrohrad) byl ruský revolucionář a člen strany socialistů-revolucionářů.

## Životopis
V roce 1874 žil Ťutčev s příbuznými v Simbirsku, kde se setkal se skupinou kolem Michaila Bakunina. V roce 1875 byl spolu s Nikolajem Kibalčičem zatčen a propuštěn na kauci 1000 rublů. Kibalčič byl odsouzen na tři roky vězení. V roce 1876 se účastnil demonstrací na pohřbu studenta umučeného ve vězení P. Černyševa.
V letech 1877 - 1878 pracoval jako časoměřič v továrně na munici a tajně řídil propagandu mezi pracovníky – proto byl brzy vyhozen. V té době byl přítelem revolucionáře Alexandra Kvjatkovského a byl policií označen jako jeden z "nejnebezpečnějších politických zločinců".
V roce 1878 byl deportován na Sibiř, odkud spolu s Jekatěrinou Breško-Breškovskou a několika dalšími uprchl. V té době se stal zakladatelem skupiny Zemlja i volja a následující léta strávil v Irkutsku.
V roce 1903 se zde spojil se socialistickými revolucionáři. V roce 1905 se vrátil do Petrohradu, kde se stal členem ústředního výboru strany. Podílel se na přípravě atentátu na generálmajora Dmitrije Trepova, velkovévody Vladimira Alexandroviče a dokonce i cara. Po porážce revoluce byl zatčen a roku 1906 emigroval.
Ťutčev si dopisoval se známými revolucionáři, jako byli Boris Savinkov, Nikolaj Morozov nebo Eduard Pekarskij.
Do konce první světové války žil v Itálii a Francii, kde se poznal s Jeanem Jaurèsem. Po revoluci se vrátil do Petrohradu a do revolučního hnutí již nezasáhl. Zemřel 31. ledna 1924 na krvácení do mozku.